# Byälven

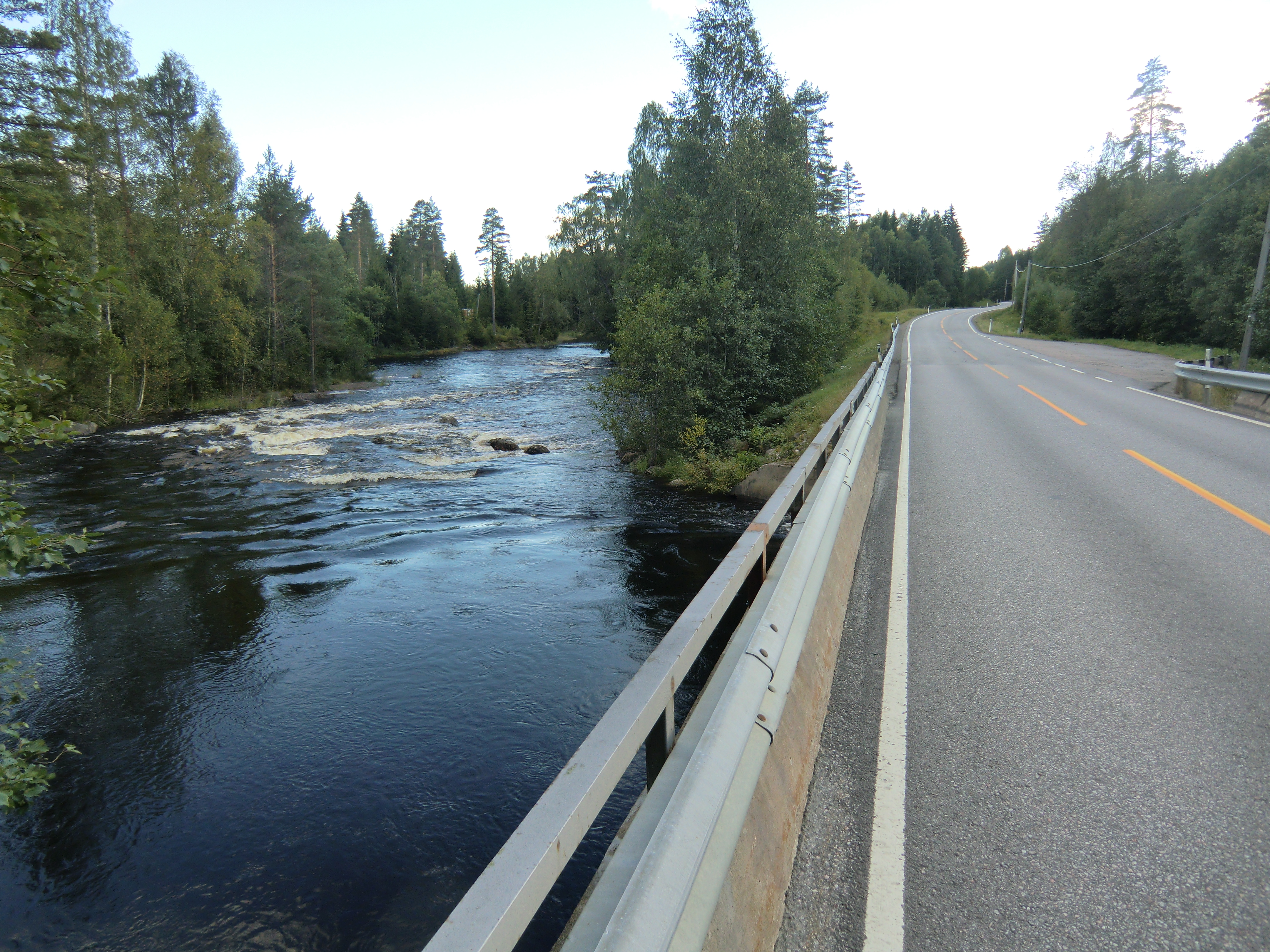
Byälven/Mangenvassdraget i Norge uppströms sjön Skjervangen.

Byälven är en älv i västra Värmland som rinner från sjön Glafsfjorden till Vänern och därvid passerar Gillberga, Nysäter, Harefjorden, Säffle och By. Längd cirka 40 km, inkl. källflödena 190 km. Avrinningsområdet är 4 785 km², varav cirka 28 procent ligger i Norge. Medelvattenföringen vid mynningen är 58 m³/s. Byälven tillhör Göta älvs huvudavrinningsområde. Det största biflödet är Vaggeälven som ansluter i Nysockensjön. Källflöden: Mangenvassdraget, Kölaälven, Noreälven samt Jösseälven.
Byälven är segelbar mellan Säffle och Glafsfjorden. I Säffle finns farledens enda sluss, se Säffle kanal. Det är alltså möjligt att ta sig från hamnarna i Glafsfjorden ända ut i havet via Byälven, Vänern och Trollhätte kanal.

## Fiske
I Byälven fiskas det bland annat lake, gös, abborre, gädda, öring, mört och björkna.
Enligt fiskeriverket ska den rödlistade fisken asp leka i de nedre delarna av Byälven vid Säffle. Aspen ska även leka i biflödet Lillälven nedströms det nedersta vandringshindret.